# Daisy Tahan
Daisy Tahan (Glen Rock, 13 marzo 2001) è un'attrice statunitense, nota per aver interpretato Samantha Fotter in Vi presento i nostri.

## Vita privata
Daisy è iscritta a una scuola pubblica, dove è membro del Consiglio degli Studenti. Ha due fratelli più grandi di lei, tra cui Charlie Tahan, anche lui attore. 

## Filmografia

### Cinema
- Quando tutto cambia (Then She Found Me), regia di Helen Hunt (2007)
- The Girl In The Park, regia di David Auburn (2007)
- Synecdoche, New York, regia di Charlie Kaufman (2008)
- Once More with Feeling, regia di Jeff Lipsky (2009)
- Motherhood - Il bello di essere mamma (Motherhood), regia di Katherine Dieckmann (2009)
- L'amore e altri luoghi impossibili (Love and Other Impossible Pursuits), regia di Don Roos (2009)
- 13 - Se perdi muori, regia di Géla Babluani (2010)
- Vi presento i nostri (Little Fockers), regia di Paul Weitz (2010)
- Molly's Theory of Relativity, regia di Jeff Lipsky (2013)
- Blood Ties - La legge del sangue (Blood Ties), regia di Guillaume Canet (2013)
- 1981: Indagine a New York (A Most Violent Year), regia di J. C. Chandor (2014)
- The Nice Guys, regia di Shane Black (2016)
- Lontano da qui (The Kindergarten Teacher), regia di Sara Colangelo (2018)

### Televisione
- Law & Order - Unità vittime speciali (Law & Order: Special Victims Unit) – serie TV, episodio 10x13 (2009)
- Nurse Jackie - Terapia d'urto (Nurse Jackie) – serie TV, 11 episodi (2009)
- The Corrections, regia di Noah Baumbach (2012)
- House of Cards - Gli intrighi del potere (House of Cards) – serie TV, 4 episodi (2013)

## Doppiatrici italiane
- Margherita De Risi in Motherhood - Il bello di essere mamma
- Vittoria Bartolomei in Nurse Jackie - Terapia d'urto
- Martina Tamburello in Lontano da qui